# 普瓦图沼泽
普瓦图沼泽（法語：Marais poitevin，發音：[maʁɛ pwatvɛ̃]）是法国西部的一大片沼泽地，横跨旺代、德塞夫勒和滨海夏朗德三省，构成了历史上欧尼斯和普瓦圖行省的边界。普瓦图沼泽分为两部分，西部地区（约占总面积的三分之二）被称为“干沼泽”，用于用于农耕和畜牧；其余的东部地区被称为“湿沼泽”，有着纵横交错的运河，昵称“绿色威尼斯”（la Venise Verte），如今为旅游景点。

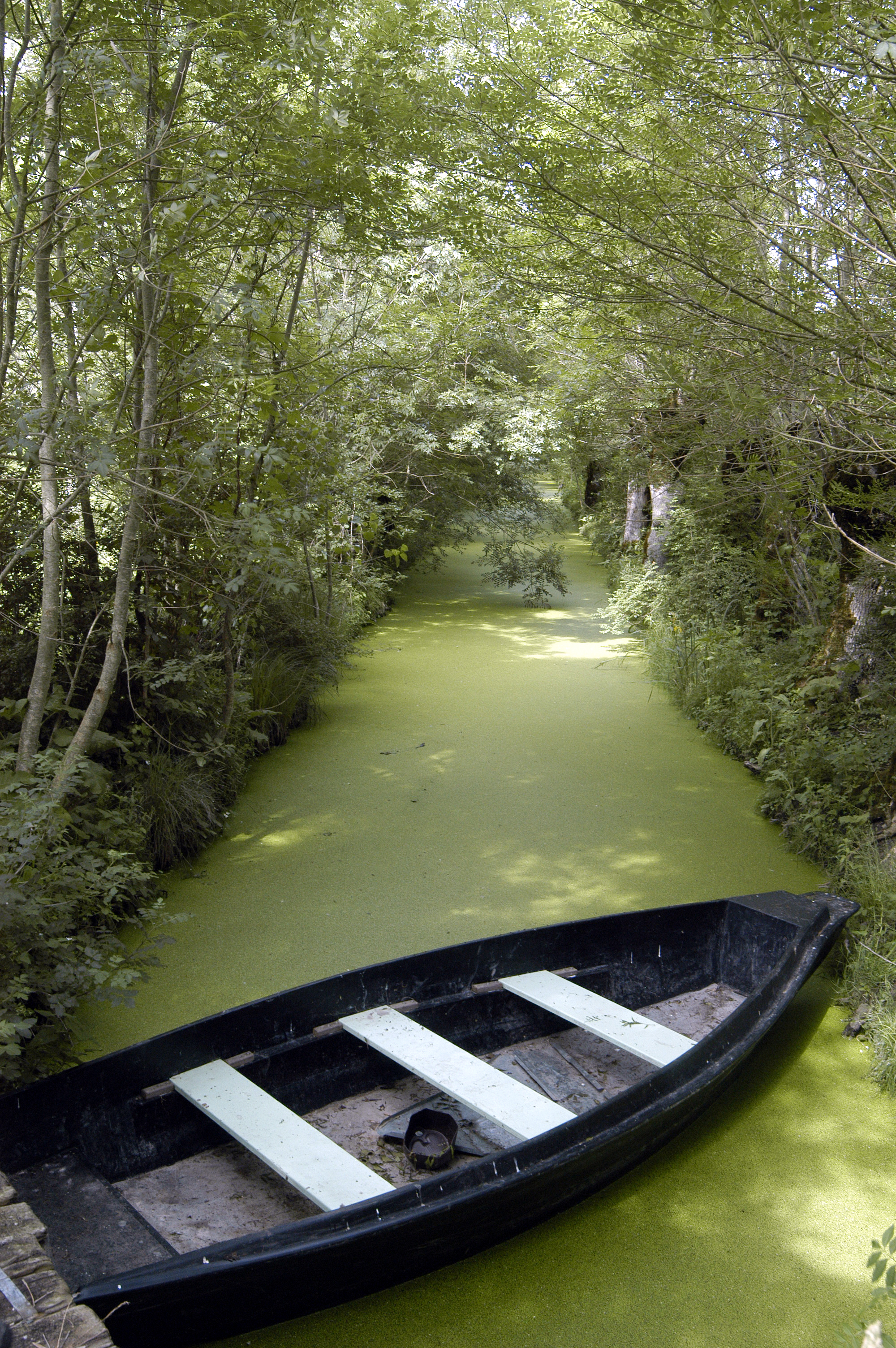
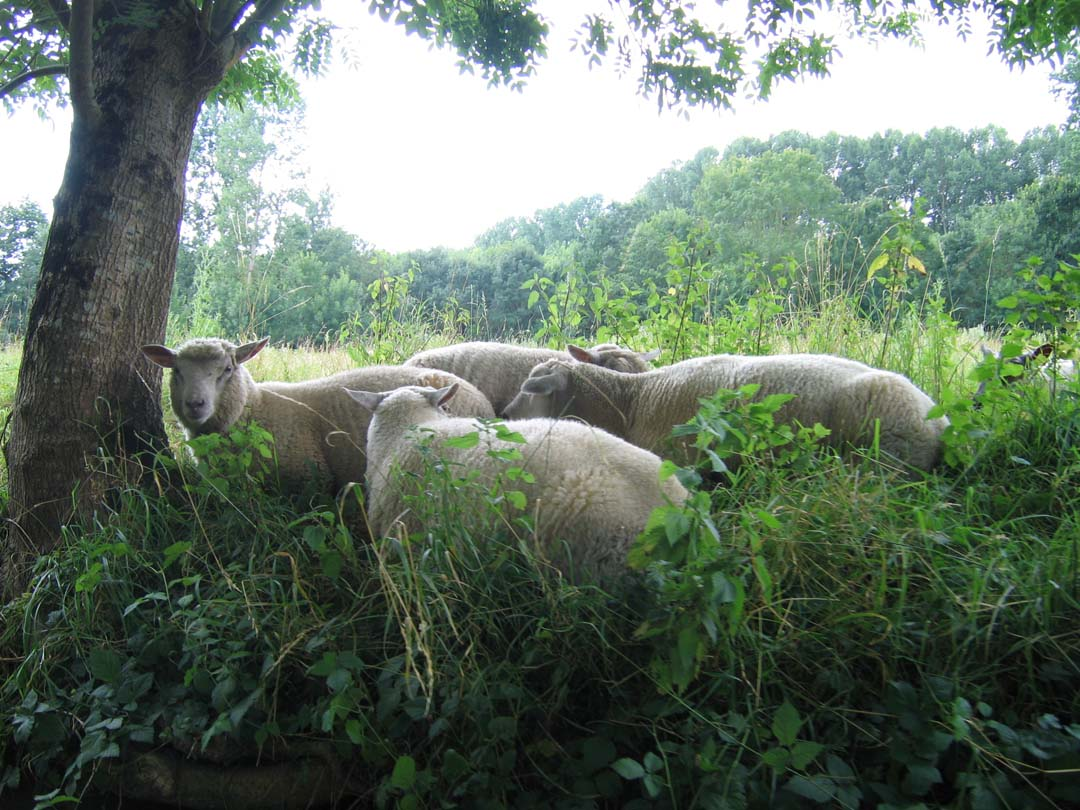
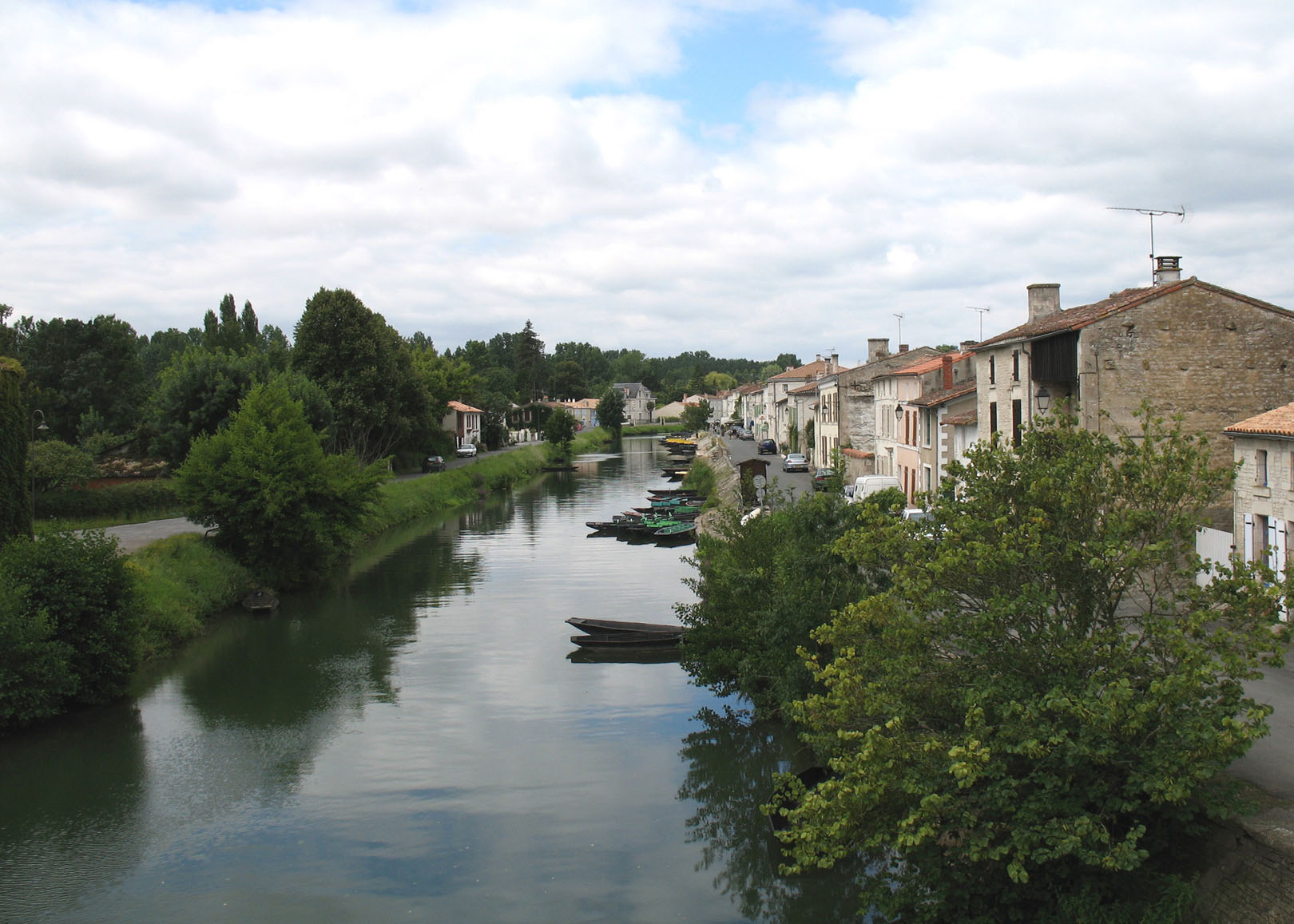
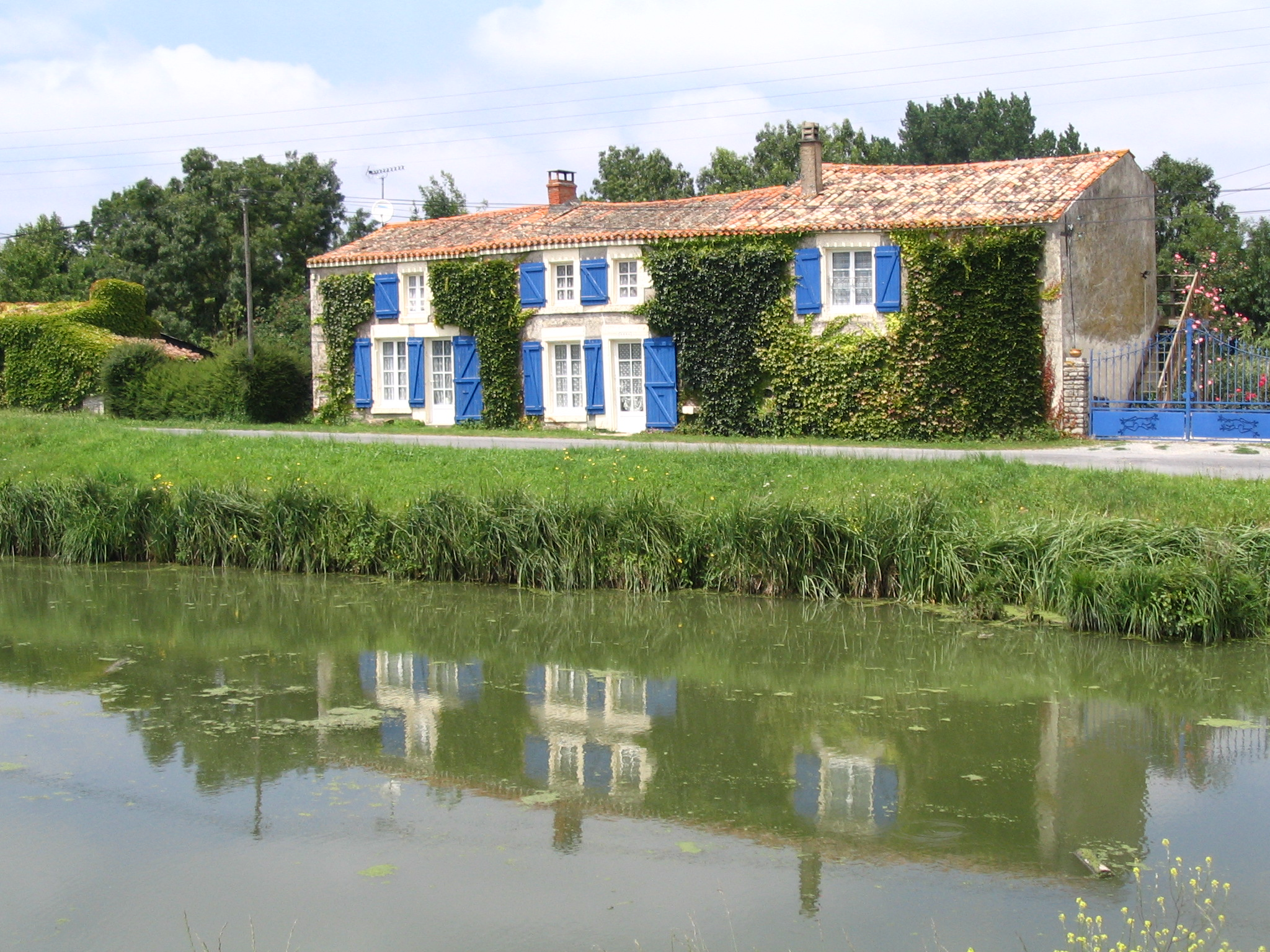